# Indigofera sordida
Indigofera sordida är en ärtväxtart som beskrevs av William Henry Harvey. Indigofera sordida ingår i släktet indigosläktet, och familjen ärtväxter. Inga underarter finns listade i Catalogue of Life.